# Geschützter Landschaftsbestandteil Vier Linden
Der Geschützte Landschaftsbestandteil Vier Linden mit einer Flächengröße von 0,22 ha liegt am östlichen Rand von Brilon. Das Schutzgebiet wurde 2008 mit dem Landschaftsplan Briloner Hochfläche durch den Kreistag des Hochsauerlandkreises als Geschützter Landschaftsbestandteil (LB) ausgewiesen. Er ist einer von 38 LBs im Stadtgebiet von Brilon. Nördlich vom LB liegt direkt die Bundesstraße B 7 und jenseits der B 7 die Firma Egger. Östlich die Einmündung der B 251 in die B 7 und südlich ein Regenrückhaltebecken.

## Gebietsbeschreibung
Beim Geschütztem Landschaftsbestandteil handelt es sich um eine Gruppe aus vier Linden mit Stammdurchmessern von ca. 80 bis 100 cm. Die Linden rahmen einen Bildstock ein. Die Bäume bilden den Endpunkt einer Allee bzw. lückigen Altbaumreihe, die den alten Verlauf der Keffelker Straße vom Ortsrand Brilon bis hierher säumt. Die großen, ineinanderwachsenden Baumkronen wirken von weitem wie ein überbreiter Einzelbaum.

## Schutzzweck
Der LB wurde wegen seiner landeskundlichen und landschaftlichen Bedeutung ausgewiesen. Es ist ein Schutzgebiet ein kulturbetonter und naturnaher Landschaftsteil, die sich mit ihrem eigenständigen Charakter deutlich von der sie umgebenden Wald- und Feld-Landschaft unterscheidet. Im Landschaftsplan wird ausgeführt: „Der besondere Schutz dieser Kleinstrukturen ist wegen ihrer hervorgehobenen Position für die Leistungsfähigkeit des Naturhaushaltes und / oder für die Attraktivität des Landschaftsbildes erforderlich. Die LB-Festsetzung trägt der landschaftlichen Bedeutung der Objekte Rechnung, die sie über das „normale“ landschaftliche Inventar eines LSG heraushebt.“

## Verbote
Wie bei anderen Geschützten Landschaftsbestandteilen wurde das Verbot festgelegt, es zu beschädigen, auszureißen, auszugraben oder Teile davon abzutrennen oder auf andere Weise in seinem Wachstum oder Erscheinungsbild zu beeinträchtigen. Erlaubt ist eine ordnungsgemäße Pflege von Gehölzen durch Auf-den-Stock-setzen von Straucharten sowie von einzelnen Bäumen. Beim „Auf den Stock setzen“ von Gehölzen sind gleich lange Abschnitte von max. 50 m Länge zu bilden, von denen zwei benachbarte nicht innerhalb eines Jahres geschlagen werden dürfen; in den geschlagenen Abschnitten sind einzelne Bäume als Überhälter zu erhalten. Es besteht ferner das Verbot den Traufbereich von Gehölzen im LB zu befestigen oder zu verfestigen und Stoffe oder Gegenstände im Bereich des Naturdenkmals anzubringen, zu lagern und abzulagern, die das Erscheinungsbild oder den Bestand des Naturdenkmals gefährden oder beeinträchtigen können. Dazu gehören auch Pflanzenschutzmittel, organische oder mineralische Dünge- und Bodenverbesserungsmittel sowie Futtermittel. Eine Beeinträchtigung des Erscheinungsbildes kann insbesondere durch Anbringen von Ansitzleitern, Jagdhochsitzen, Zäunen und Werbeträgern erfolgen. Es ist auch verboten Aufschüttungen, Verfüllungen, Abgrabungen und Ausschachtungen vorzunehmen oder die Bodengestalt in anderer Weise zu verändern. Der Geschütze Landschaftsbestandteil darf außerhalb der befestigen Wege nicht betreten und befahren werden. Hunde dürfen nicht frei laufen gelassen werden.

## Gebot
Wie für andere Geschützte Landschaftsbestandteile besteht das Gebot es durch geeignete Pflegemaßnahmen zu erhalten.